# 佛羅倫斯鎮區 (新澤西州)
佛羅倫斯鎮區（英語：Florence Township）是位於美國新澤西州伯靈頓縣的一個鎮區。

## 地方資料
佛羅倫斯鎮區的面積為26.35平方千米，當中陸地面積為25.30平方千米，而水域面積為1.05平方千米。根據2020年美國人口普查的數據，當地共有人口12812人，而人口密度為每平方千米486.22人。